# Statistique de Bose-Einstein
En mécanique quantique et en physique statistique, la statistique de Bose-Einstein désigne la distribution statistique de bosons indiscernables (tous similaires) sur les états d'énergie d'un système à l'équilibre thermodynamique. La distribution en question résulte d'une particularité des bosons : les particules de spin entier ne sont pas assujetties au principe d'exclusion de Pauli, à savoir que plusieurs bosons peuvent occuper simultanément un même état quantique.

## Distribution de Bose-Einstein
La statistique de Bose-Einstein a été introduite par Satyendranath Bose en 1920 pour les photons et généralisée aux atomes par Albert Einstein en 1924. Statistiquement, à l'équilibre thermodynamique, le nombre ni de particules d'énergie Ei est
{\displaystyle n_{i}={\frac {g_{i}}{\exp \left({\frac {E_{i}-\mu }{k_{\rm {B}}T}}\right)-1}}\,}
où :
- gi est la dégénérescence du niveau d'énergie Ei, à savoir le nombre d'états possédant cette énergie ;
- μ est le potentiel chimique ;
- kB est la constante de Boltzmann ;
- T est la température.

## Entropie et dérivation dans l'ensemble microcanonique
L'entropie d'un système constitué par des bosons indiscernables, décrits par des fonctions d'onde symétriques (spin entier), peut être trouvée en utilisant la description statistique due à J. Willard Gibbs. Elle vaut
{\displaystyle S=k_{\rm {B}}\sum _{j}G_{j}\left[(1+n_{j})\log {(1+n_{j})}-n_{j}\log n_{j}\right]}
où
| kB | constante de Boltzmann,                                                  |
| nj | nombre d'occupation (proportion de bosons dans un état d'énergie donné), |
| Gj | nombre d'états possibles dans le groupe j (dégénérescence).              |

Dans l'ensemble microcanonique, les variables thermodynamiques à l’équilibre sont obtenus par maximisation de l'entropie sous contrainte de respecter le nombre total de bosons {\displaystyle N=\sum _{i}G_{i}n_{i}}  et l'énergie totale  {\displaystyle E=\sum _{i}n_{i}G_{i}E_{i}}. En utilisant la méthode des multiplicateurs de Lagrange, α pour le nombre de particules et β pour l'énergie, la solution vérifie
{\displaystyle {\frac {\partial }{\partial n_{j}}}\left(S-\alpha N-\beta E\right)=0\,,\qquad \forall j}
La solution de ce système d'équations indépendantes est la distribution statistique de Bose-Einstein
{\displaystyle n_{j}={\frac {1}{\mathrm {e} ^{\alpha +\beta E_{j}}-1}}}
On peut retrouver les valeurs de α et β à partir du premier principe de la thermodynamique. Donc, α = –μ β et β = (kBT)-1.

## Limite classique et comparaison avec les fermions
À haute température, lorsque les effets quantiques ne se font plus sentir, la statistique de Bose-Einstein, comme la statistique de Fermi-Dirac qui régit les fermions, tend vers la statistique de Maxwell-Boltzmann. Aux basses températures, cependant, les deux statistiques diffèrent entre elles. Ainsi, à température nulle : 
- avec la statistique de Bose-Einstein, le niveau de plus basse énergie contient tous les bosons;
- avec la statistique de Fermi-Dirac, les niveaux de plus basse énergie contiennent chacun au plus gi fermions.

## Condensat de Bose-Einstein
Comme vu précédemment, la statistique de Bose-Einstein prévoit qu'à température nulle, toutes les particules occupent le même état quantique, celui de plus basse énergie. Ce phénomène est observable à l'échelle macroscopique et constitue un condensat de Bose-Einstein.